# Cryptosara vadonalis
Cryptosara vadonalis is een vlinder van de familie van de grasmotten (Crambidae). De wetenschappelijke naam van deze soort is voor het eerst voorgesteld door Hubert Marion in een publicatie uit 1957.
De soort komt voor op Madagaskar.